# Laima Zilporytė
Laima Zilporytė (ur. 5 kwietnia 1967 w Mediniai) – litewska kolarka szosowa reprezentująca także ZSRR, brązowa medalistka olimpijska oraz dwukrotna medalistka mistrzostw świata.

## Kariera
Pierwszy sukces w karierze Laima Zilporytė osiągnęła w 1988 roku, kiedy wspólnie z Ałłą Jakowlewą, Nadieżdą Kibardiną i Swietłaną Rożkową zdobyła srebrny medal w drużynowej jeździe na czas podczas mistrzostw świata w Ronse. Kilka tygodni później wystąpiła na igrzyskach olimpijskich w Seulu, gdzie wywalczyła brązowy medal wyścigu ze startu wspólnego, wyprzedziły ją jedynie Holenderka Monique Knol i Niemka Jutta Niehaus. Ostatni medal na imprezie tej rangi zdobyła na mistrzostwach świata w Chambéry w 1989 roku, gdzie razem Kibardiną, Tamarą Polakową i Natalją Mielochiną zwyciężyła w drużynowej jeździe na czas. W 1992 roku wzięła udział w igrzyskach olimpijskich w Barcelonie, jednak rywalizację w wyścigu ze startu wspólnego zakończyła na osiemnastej pozycji. Ponadto w 1987 roku była druga w klasyfikacji generalnej Tour of Norway. W 1992 roku zakończyła karierę.